# Ústřední politická škola Socialistického svazu mládeže Seč
Ústřední politická škola Socialistického svazu mládeže v Seči (ÚPŠ SSM) byla celostátní ústřední výchovně-vzdělávací instituce pro přípravu dětských a mládežnických kádrů, která vycházela z kádrové politiky KSČ. Původní stálý „Československý pionýrský tábor” u Sečské přehrady, který byl v roce 1953 zbudován podle vize sovětského všesvazového pionýrského tábora v Artěku na Krymu, byl v období normalizace nejprve rozšířen na ústřední celostátní pracoviště s politickovýchovným a vzdělávacím centrem pro přípravu profesionálních i dobrovolných pracovníků Pionýrské organizace SSM a současně na centrum pro přípravu dětských pionýrských funkcionářů s názvem „Institut PO SSM”. Od 80. let se začínala utvářet koncepce výstavby kampusu budoucí vysoké politické mládežnické školy podle vzoru Vysoké komsomolské školy ÚV VLKSM v Moskvě.
Na podkladě závěrů XVI. sjezdu KSČ, III. sjezdu SSM a později schváleném svazáckém dokumentu o Jednotném systému přípravy a vzdělávání funkcionářů SSM a PO SSM byl Institut v roce 1983 přejmenován na „Ústřední politickou školu Socialistického svazu mládeže”, která zahrnovala v Seči výchovně-vzdělávací centrum pro přípravu kádrů SSM a PO SSM, v Praze-Písnici vzdělávací zařízení SSM a v Bratislavě Ústřední politickou školou SSM. Areál ÚPŠ SSM byl budován od 70. let 20. století a do sametové revoluce dosáhl obrovských rozměrů (vize denního vysokoškolské studia mládežnických kádrů nebyla dokončena). V období transformace neslo hospodářské zařízení bývalého SSM název „Rekreační vzdělávací zařízení československých dětí a mládeže” a od roku 1993 akciová společnost „JUNIOR centrum”. Valná většina bývalého ÚPŠ areálu se po privatizaci nachází v majetku firmy „Sanatorium Topas s.r.o.”

## Historie
V poúnorovém Československu začala na přelomu 40. a 50. let vyrůstat síť družin mládeže pro děti zaměstnaných rodičů a v okresních městech domy pionýrů, v nichž se rozvíjela zájmová činnost dětí jako součást socialistické výchovy. Mimoškolní výchova měla zpočátku živelný a nekoordinovaný charakter, tzv. práce s dětmi obsahovala opakující se veřejné akce určené dětem, svátky a různé slavnosti spjaté s životem dětí. Do roku 1953 se také změnil obsah dětských časopisů. Kromě školy se na mimoškolní výchově podílely i společenské organizace a instituce, zejména Pionýrská organizace ČSM. Organizovanost dětí v PO ČSM dosahovala v první polovině 60. let 85 %. PO ČSM byla nejprve určená pro děti od 9 do 14 let, ale už na III. sjezdu ČSM (1958) bylo přistoupeno ke zřizování oddílů tzv. Jisker z žáků 1. až 3. tříd základních škol, které měly být přípravkou na členství v Pionýru. Do tohoto období spadá zřizování pionýrských zařízení podle vzoru Sovětského svazu. Vedle Československého pionýrského tábora v Seči (1953) to byl Dům československých dětí na Pražském hradě (1963, nyní Staré purkrabství), tzv. pionýrská městečka a pionýrské železnice. Mimoškolní zařízení se v počáteční fázi potýkala s nedostatečným vybavením a nekvalifikovaným výchovným personálem.

## Československý pionýrský tábor (1953–1973)
Československý pionýrský tábor (dále ČSPT) v Seči u Chrudimi kopíroval vizi sovětského všesvazového pionýrského tábora v Artěku na Krymu. V roce 1952 byla pro naplnění této vize vybrána v Seči poválečná novostavba školy s internátem, která vyhovovala polohou u Sečské přehrady, okolní přírodou (např. chráněná oblast Oheb) s mnoha historickými památkami po okolí (např. hradní zřícenina Oheb, hrad Lichnice) a centrálním umístěním nedaleko Prahy (železniční trať Praha-Čáslav-Brno, lokální dráha Čáslav-Třemošnice). Provoz tábora byl zahájen již v květnu roku 1953; slavnostní zahájení, prezentované jako předání daru československým dětem, proběhlo 12. července 1953 za přítomnosti 137 pionýrů, ministra školství a osvěty Ernesta Sýkory, generálplukovníka ČSLA Jana Kratochvíla, sekretáře ÚRO Vojtecha Daubnera, tajemníka ÚV ČSM Vladimíra Meissnera, Gusty Fučíkové, členů armádního uměleckého divadla a mládežnické štafety IV. festivalu mládeže a studenstva.
Zpočátku instituci tábora řídilo a spravovalo ministerstvo školství ve spolupráci s ÚV ČSM; ministr školství také jmenoval ředitele. Dále zde výchovně působili zástupce ředitele, vedoucí jednotlivých úseků, vedoucí pionýrské skupiny, vrchní zdravotní sestra a metodičtí pracovníci pro polytechnickou výchovu, pěstitelství, tělesnou a kulturní výchovu. Hlavní budova disponovala společenským sálem, jevištěm, tělocvičnou, knihovnou a pracovnami vybavenými pro výuku přírodopisu, dějepisu, zeměpisu, chemie a také ubytovací kapacitou pro asi čtyři stovky dětí. Prvním ředitelem byl jmenován s. Zdar Sulek. V roce 1962 byl ČSPT předán do správy ČSM.

### Směny pionýrského aktivu a mezinárodní pionýrský tábor
Československý pionýrský tábor zpočátku fungoval jako celoroční táborová škola pionýrského aktivu a tříměsíční pobyt v něm byl pro pionýry odměnou: samozřejmě za výborný školní prospěch, mimořádné aktivity v pionýrském aktivu nebo za nějaký výjimečný čin pionýra. Směny se střídaly 4krát do roka. Podle instrukcí ministerstva školství platily pro pobytové kapacity kvóty (rovnoměrné rozložení starších pionýrů ze všech krajů a národností v Československu), podle kterých krajské národní výbory a krajské výbory ČSM vybíraly po okresech „zasloužené pionýry”.
Pobyt byl financován státem, dílčí poplatky si hradili rodiče (usnesení vlády). Během pobytu probíhalo školní vyučování formou táborové školy, jejíž učební plán vycházel z běžných školních osnov, ale měl být rozvinut o mimotřídní a mimoškolní aktivity. To byl také důvod, proč musely být některé předměty z osnov vypuštěny nebo byly jejich hodiny v týdnu kráceny. Školní třída čítala asi 24 dětí a současně tvořila jeden pionýrský oddíl. Vzhledem k tomu, že oddíly sdílely společné ubytování (resp. v sousedících místnostech), musely být zvlášť dívčí a chlapecké. V období letních prázdnin nahrazoval směny pionýrského aktivu mezinárodní dětský tábor, na který přijížděli pionýři ze socialistických zemí (popř. západních a rozvojových států) a trávili zde pobyt společně s vybranými československými pionýry. Do roku 1958 tábor absolvovalo 4 500 dětí, v roce 1968 již přes deset tisíc dětí.
V roce 1957 se během pionýrských směn započalo i se 14denními kurzy pro skupinové vedoucí a pracovníky DPM (pro 10-20 osob). Školení pionýrského aktivu bylo rozšířeno o kurzy pro pionýrské instruktory, v letech 1968–1969 zde probíhaly kurzy pro vedoucí pionýrských družin, pro členy „Klubu mezinárodního přátelství” (KMP) a členy „Okresních pionýrských štábů” (OPŠ). Prostřednictvím táborového výchovného programu byla připravována jakási elita pionýrského hnutí, která měla zastávat vedoucí funkce ve školních pionýrských skupinách a oddílových radách (do roku 1957 též ve výborech žákovské organizace). Tomu bylo uzpůsobeno i materiální vybavení a bohatý program. Patronát nad výchovným zařízením převzaly ČSLA a Ústřední rada odborů.

### Metodické centrum
Celoroční středisko pionýrů plnilo zároveň funkci metodického centra pro mimoškolní výchovu dětí. Pro každou táborovou směnu metodičtí pracovníci připravovali tematické pionýrské hry (ideově motivované k různým výročím a událostem) a turistické výlety po různých místech republiky. Právě během těchto táborových směn nabývali pionýrští pracovníci zkušenosti pro přípravu celostátních pionýrských her (O severní pól, Partyzánská akce, Směr Praha, Aurora, Za rudým praporem, atd.), které byly od konce 50. let pionýrskou organizací vyhlašovány. V Seči se utvářela také koncepce pionýrského výchovného systému „Co má znát a umět pionýr” (později „Plamenů a Cest”). Každý z pionýrů si mohl z nabídky zájmové činnosti vybrat jeden zájmový kroužek. Exkluzivitu tábora dobarvovaly také návštěvy různých významných osobností, představitelů armády, válečných veteránů (např. Alexander Timko, „československý Maresjev”).

## Institut Pionýrské organizace SSM (1973–1982)
V souvislosti s normalizační kádrovou politikou KSČ došlo z rozhodnutí ÚV SSM ke zřízení ústředního vzdělávacího zařízení pro přípravu kádrů PO SSM, který převzal metodický dohled nad školami pro výchovu pracovníků v domech pionýrů a mládeže. V září 1973 byl Československý pionýrský tábor přejmenován na „Institut Pionýrské organizace SSM”. Současně započala výstavba nové budovy Institutu (označená jako celostátní stavba mládeže), dalších doprovodných budov, učeben, pavilónů, kluboven a hřiště. Výchovně-vzdělávací úkoly Institutu plnila tři konzultační střediska:
- Vysokoškolské středisko dálkového studia Pedagogické fakulty v Hradci Králové
- Středoškolské středisko se Střední pedagogickou školou a domovem mládeže
- Škola proletářského a socialistického internacionalismu v mezinárodních táborech míru

Institut PO SSM se tak stal ústředním celostátním teoretickým pracovištěm s politicko-výchovným a vzdělávacím centrem pro přípravu profesionálních i dobrovolných pracovníků pionýrské organizace a současně i centrem pro přípravu dětských funkcionářů PO SSM. K rozvoji vědecké práce Institutu sloužilo moderní „informační centrum” a „ústřední knihovna”, která byla zaměřená na díla a práce věnující se problematice činnosti pionýrského hnutí. Institut vlastnil i malou moderní tiskárničku pro předávání a rozšiřování zkušeností pionýrských pracovníků. Zde byly také připravovány a tištěny „Zpravodaje OHEB”, které vznikaly v součinnosti s agitační radou VO KSČ, MNV a Institutu PO SSM (od roku 1983 agitační radou ZO KSČ, MNV Seč a
ÚPŠ SSM).

### Středoškolské studium
Do rámce Institutu byla začleněna střední pedagogická škola se čtyřletým denním a pětiletým dálkovým studiem pro profesi vychovatel-pionýrský pracovník. Později bylo při škole zřízeno dvouleté denní a tříleté dálkové pomaturitní studium pro absolventy jiných středních škol. Studium na Střední pedagogické škole (SPgŠ) bylo zahájeno školním rokem 1971/72. Zpočátku se jednalo o pomaturitní nadstavbové studium a třída podléhala ředitelství pedagogických škol v Litomyšli. Na škole vyučovali převážně externí učitelé a školu řídil PhDr. Vladimír Velc, ředitel gymnázia v Chrudimi. Tímto byl na dva roky přerušen provoz letního mezinárodního tábora, pro který se musel vybudovat nový areál – srubové městečko.
Z rozhodnutí východočeského Krajského národního výboru v Hradci Králové byla v areálu Institutu od 1. září 1973 zřízena samostatná střední pedagogická škola a ředitelem jmenován s. Vlastimil Čáslavský. Škola zahajovala s třemi 1. ročníky čtyřletého studia, dvěma ročníky dvouletého denního pomaturitního studia a dvěma ročníky dálkového pomaturitního studia. Ve školním roce 1975/76 byl ke škole přičleněn domov mládeže a novým ředitelem jmenován Břetislav Rybníček, zástupcem ředitele a vedoucím domova mládeže PhDr. Vladimír Velc. Od září školního roku 1976/77 započalo na škole pětileté dálkové studium pro pracující pionýrské pracovníky se základním vzděláním a v červnu ukončily studium první maturitní ročníky denního studia. Slavnostní ukončení natáčela také televize.
Ve školním roce 1978/79 měla škola 8 tříd čtyřletého maturitního studia s dvěma třídami v každém postupném ročníku, 1. a 2. ročník pomaturitního studia, 3 ročníky dálkového studia a 2 ročníky pětiletého dálkového studia. Denní studium navštěvovalo 300 studentů (přičemž prakticky všichni bydleli v internátním domově mládeže) a 150 studentů dálkového studia. Absolventi školy nastupovali do praxe jako vedoucí pionýrských skupin a pracovníci domů pionýrů a mládeže.
Závěrem předali zástupci I PO SSM maturantům odznaky kvalifikace II. stupeň pionýrského pracovníka. Již o prázdninách a někteří počátkem nového školního roku nastoupí většinou na místa v naší PO SSM, do domů pionýrů a mládeže. Někteří jednotlivci se rozhodli pro další studium. Těm z nejlepších - s. Němcové a s. Sládkové přejeme hodně úspěchů v SSSR!
Zpravodaj Oheb, červen 1978, Seč
- Směrnice ministerstva školství ČSR o kvalifikaci výchovných pracovníků na školách a výchovných zařízeních ze dne 22. srpna 1972 a s účinnosti dnem 1. září 1972.[13]

Základní odborná příprava na SPgŠ probíhala v předmětech: biologie dítěte a hygiena, psychologie, pedagogika, teorie a praxe výchovy mimo vyučování, teorie a metodika práce PO SSM, dále studenti absolvovali povinnou odbornou přípravu z pedagogické praxe s metodikou a přípravou pro hlavní obory zájmové činnosti (tělesná výchova, turistika a branná příprava; hudební výchova, výtvarná výchova, hra na hudební nástroj, přírodovědná, pracovní a technická činnost). K všestrannější a širší přípravě pro zájmovou práci s dětmi si studenti volili jeden z pěti volitelných a jeden, popřípadě dva z nepovinných předmětů. Během studia absolvovali též povinné kurzy plavání, lyžování, turistiky, táboření a branný kurz. S počtem studentů narůstal i pedagogický sbor. Kromě 18 kmenových pedagogů a 11 vychovatelů v domově mládeže na škole vyučovali i externí pracovníci odborných kateder Institutu.
Na škole pracují různé zájmové kroužky a kluby. Je to například Klub mezinárodního přátelství, jehož činnost se projevuje v pravidelně pořádaných „Večerech družby”, kde se všichni mohou seznámit s pionýrskými organizacemi jiných států. Dále je to činnost SČSP, Kroužek marxismu-leninismu a Klub instruktorů. Ze sportovních kroužků je to třeba vodácký, jachtařský a lyžařský a do nepovinných předmětů patří sportovní hry, organizace her a zábav, psaní na stroji, řízení motorových vozidel, sborový zpěv...
 Zpravodaj Oheb, 2/1979

### Vysokoškolské studium
Vysokoškolské středisko pětiletého dálkového studia oboru vychovatelství se zaměřením na práci v PO SSM vzniklo pod patronací Pedagogické fakulty v Hradci Králové. Ve školním roce 1977/78 zde studovalo ve všech ročnících 138 profesionálních pracovníků PO SSM — skupinových vedoucích PO SSM, pracovníků domů pionýrů a mládeže, tajemníků OV SSM pro práci v PO a pracovníků vyšších orgánů PO SSM.
Vysokoškolské studium probíhalo obdobně jako středoškolské, jednalo se o výuku psychologie a pedagogiky v celém vědním rozsahu, studium biologie a hygieny dětí a mládeže, sociologii dětí a mládeže, sociologii kultury, studium kulturně osvětové práce, teorii a metodiku práce PO a SSM, studium dějin dětského a mládežnického hnutí atd. Studenti se seznamovali s právními předpisy a metodologií pro práci s dětmi. Každý student si v rámci hlavních oborů volil zájmovou specializaci pro práci s dětmi a absolvoval povinné kursy (jako u středoškolského studia) a dále prázdninovou praxi v letním pionýrském táboře. Absolventi obou typů škol se mohli uplatnit mimo oblast práce v PO SSM v kterémkoli zařízení pro mimoškolní výchovu nebo jako pracovníci v různých kulturně-výchovných zařízeních. Výuku prováděli pracovníci Institutu, externě pracovníci PF v Hradci Králové i další odborní pracovníci z vědeckých pedagogických institucí.

### Pionýrský aktiv, škola internacionalismu a mezinárodní tábory
Institut PO SSM navázal na tradici Československého pionýrského tábora a převzal výchovu dětského pionýrského aktivu, školu proletářského a socialistického internacionalismu s organizací mezinárodních táborů míru a pěstováním vztahů mezi pionýrskými dětskými organizacemi ve světě. Už v roce 1960 se stal ČSPT metodickým střediskem přípravy pro ostatní MTM po celé ČSSR (např. v Semilech, Vsetíně, Hodoníně, Žiaru nad Hronom, Lučenci), k tomu přibyla činnost metodického centra pro řízení klubů mezinárodního přátelství PO SSM (KMP), kterých v té době po celé republice pracovalo téměř 1700.
Mezinárodní tábory míru (MTM) započaly po dvouleté odluce prvním měsíčním během v červenci 1974. Na jihu areálu v blízkosti pláže a loděnice vzniklo srubové městečko s 15 chatami a stálým ohništěm. Každá chata disponovala třemi vybavenými pokoji (lůžka, skříň, stůl, židle, lavice), kuchyňkou a sociálním zařízením (WC, sprchový kout, umyvadlo, zrcadlo). Do roku 1978 zde proběhlo 48 běhů, kterými prošlo 12 000 dětí z Evropy, Afriky, Asie a Ameriky. V roce 1980 navštívili Seč pionýři z NSR z organizace Junge Pioniere (Mladí pionýři). V létě 1980 vlály v táboře vlajky Libanonu, Afghánistánu, Kuvajtu, Nikaragui, Španělska, Portugalska, Laosu, Mongolska, Kuby, Vietnamu, Konga, Angoly a Guineje-Bissau. V zahraničí zastupovalo ČSSR 26 pionýrských delegací se 350 dětmi a vedoucími.
Na Seči nadále probíhala příprava pionýrského aktivu v osmidenních až desetidenních směnách, ve kterých se školili pro úspěšné plnění pionýrského výchovného systému pionýrští funkcionáři: vedoucí hvězdiček, jisker, vedoucí družin mladších i starších pionýrů, funkcionáři klubů mezinárodního přátelství (KMP) a členové okresních pionýrských štábů (OPŠ); např. v roce 1980 to byl 79. ročník, zaměřený na vzdělávání pionýrů – organizátorů tělovýchovných, turistických a branných činností, dále krátkodobé kurzy pro lektory okresních a krajských pionýrských škol, kurzy pro metodické pracovníky, kurzy pro začínající tajemníky OV SSM a kurzy pro vedoucí pionýrských skupin z povolání.

## Ústřední politická škola Socialistického svazu mládeže (1983–1990)
Na základě usnesení XVI. sjezdu KSČ a III. sjezdu SSM (1982) došlo v lednu 1983 k přejmenování dosavadního výchovně-vzdělávacího zařízení PO SSM na „Ústřední politickou školu Socialistického svazu mládeže” (dále ÚPŠ SSM). Dne 30. dubna 1982 byl také ÚV SSM schválen návrh koncepce dalšího rozvoje ÚPŠ SSM, který předpokládal zřízení a přípravu vysokoškolského střediska pro funkcionáře a pracovníky PO SSM a SSM. Ucelená vysokoškolská koncepce přípravy funkcionářského aparátu vycházela zejména ze zkušeností Vysoké komsomolské školy Ústředního výboru VLKSM v Moskvě. Tradiční zaměření na vzdělávání funkcionářského aktivu pionýrské organizace bylo rozšířeno na celý Socialistický svaz mládeže, takže součástí ÚPŠ v Seči se stala i dosavadní centra přípravy funkcionářů mládežnické organizace v Praze-Písnici a Ústřední politická škola SSM v Bratislavě. Navrhovaná koncepce budoucího kampusu ÚPŠ SSM předpokládala odpovídající materiálně-technickou základnu včetně výstavby nových objektů. Výchovně-vzdělávací koncepce vycházela z dokumentu o Jednotném systému přípravy a vzdělávání funkcionářů PO SSM a SSM. Zrovna tak musel být dořešen problém dislokace základní školy v Seči.

### Zrušení Střední pedagogické školy
Problém tzv. dislokace základní školy v Seči se táhl v podstatě už od vzniku Československého pionýrského tábora. V roce 1947 byl z iniciativy Karla Borovce, předsedy MNV v Seči, položen základní kámen ke stavbě nové budovy obecné a měšťanské školy s internátem, který měl po dohodě s ministerstvem sociální péče sloužit jako dětská zotavovna. Důvodem pro vybudování internátu mělo být zajištění dostatečného počtu dětí pro nově stavěnou školu. V roce 1949 byla založena PO ČSM, která se poohlížela po vhodném objektu pro uskutečnění vize „československého Artěku” a nakonec od ministerstva školství obdržela sečskou školní novostavbu. Po zahájení provozu ČSPT v roce 1953 využívala ZŠ v Seči objekt dopoledne (s tím, že nemusí platit nájem), odpoledne se zde učili pionýři. V roce 1962 obdržela objekty ČSPT organizace Československého svazu mládeže.
ČSPT pod vedením ředitele s. Svatoše začalo vyvíjet tlak na přemístění ZŠ se slibem, že bude obci vystavěna nová budova. Provizorně, aby se tak odstranilo střídání dopolední a odpolední výuky pionýrů a dětí ze ZŠ, získala škola v roce 1966 levé křídlo s tělocvičnou. Mezitím se v Československu změnily poměry a s nástupem normalizace začalo u Sečské přehrady vyrůstat oplocené středisko pro výchovu dětských a mládežnických kádrů. Budova školy skutečně vystavěna byla, ale Institut PO SSM do ní umístil Střední pedagogickou školu. Obec Seč se měla těšit na novou školní budovu mimo pionýrský areál. K tomu ale z důvodů finančně náročné výstavby vysokoškolského kampusu nikdy nedošlo. V roce 1983 začala ÚPŠ žáky 2. stupně ZŠ dovážet vlastním autobusem do školy v Bojanově. Zrušením Střední pedagogické školy se uvolnily prostory, do nichž byl v roce 1985 přemístěn 1. stupeň Základní školy Seč s předškolním oddělením MŠ.

### Vzdělávací činnost
Podstatná část výchovně-vzdělávací práce byla zaměřena na přípravu začínajících funkcionářů v orgánech PO SSM a SSM, kteří se stávali kádrovými rezervami pro společenské organizace, státní správu, pro aktiv a KSČ. Důraz byl kladen na dlouhodobé formy výuky, např. všeobecně-politický kurz probíhající paralelně v Seči a Bratislavě (výuka marxismu-leninismu, vědomostí z teorie a praxe v oblasti SSM a PO SSM, politicko-organizátorské metodiky, metodiky zájmových činností, základů pedagogiky, psychologie, sociologie, atd.) Nově to byl speciální přípravný kurz pro zpravidla roční studium na Vysoké komsomolské škole Ústředního výboru VLKSM (Komsomolu) v Moskvě.

### Pionýrský aktiv, internacionální výchova a mezinárodní tábory
Příprava pionýrského aktivu probíhala nadále ve směnách, ve kterých se žáci 6. tříd ZŠ připravovali na převzetí funkcí v PO SSM a měli být kádrovými rezervami pro funkce v SSM. Směny pionýrského aktivu (probíhající 2× ročně ve zmenšené podobě s 84 dětmi) se mohly po zrušení SPgŠ a následně uvolněného domova mládeže konat opět 4× do roka za účasti 126 dětí.
Od roku 1983 převzala patronát nad MTM ÚRO, která financovala Ústřední radě PO SSM pobyt pionýrských delegací z rozvojových států. Orgány ROH pořádaly exkurze do závodů a setkání se členy Brigád socialistické práce.
36. ročník MTM, který bude zahájen 1. července 1986, je motivován závěry XVII. sjezdu KSČ, 65. výročím založení KSČ a Mezinárodním rokem míru. Účastníci MTM budou seznámeni s československou revoluční minulostí a s výsledky budování rozvinuté socialistické společnosti se zvýrazněním vzájemné spolupráce států socialistického společenství s nesocialistickými státy po XVII. sjezdu KSČ, XXVII. sjezdu KSSS a sjezdech ostatních komunistických a dělnických stran. Celá činnost MTM se bude konat v duchu hesla: „Mír, práva a štěstí pro děti světa!”
Zpravodaj Oheb, 6/1986
K Mezinárodnímu roku míru se v mezinárodních táborech po celé ČSSR konaly v každém turnusu: Den Míru, Den solidarity, mírové mítinky, mírové ohně, výtvarná a literární soutěž s mírovou tematikou, setkání s účastníky revolučních bojů v ČSSR, s významnými pracovníky průmyslu a zemědělství, vědy, techniky a kultury, se členy mírových výborů, sportovci a svazarmovci. Do programu byly zařazeny exkurze do patronátních podniků a družstev, výlety, ale i veřejně prospěšná práce, z které šel výdělek na Fond solidarity, nákup ošacení pro děti z rozvojových zemí, pionýrské veselice a táborové olympiády.

### Perestrojka
Program přestavby (perestrojky) byl oficiálně představen v Sovětském svazu po nástupu prezidenta Michaila Sergejeviče Gorbačova v roce 1985. S přestavbou se pojila i tzv. glasnosť, která vyjadřovala potřebu mluvit otevřeně o problémech. Vyhlášené Gorbačovovy reformy po XXVII. sjezdu KSSS se odrazily i na svazáckých úkolech ÚPŠ. První náznaky změn se začaly projevovat již v roce 1986; k viditelným změnám (též kádrovým) došlo až s nástupem nového předsedy ÚV SSM Vasila Mohority. Závěry ÚV SSM ze IV. sjezdu SSM v roce 1987 uváděly: „Pochopit podstatu přestavby, vyvodit z ní vlastní závěry, proměnit je v konkrétní činy a v reálnou skutečnost, to je úkol dnešní mladé generace.”
Ústřední politická škola v Seči si v lednu roku 1988 vytyčila:„zvládání úkolů v oblasti ekonomiky, provozu i investic”, čímž bylo myšleno zpracování a vyhodnocování hospodaření jednotlivých útvarů ÚPŠ, správa majetku, provádění inventarizací, zabezpečení bezporuchového provozu celého areálu, hospodaření se surovinami, palivy a energií, využívání lůžkových a prostorových kapacit, ve stravovacím provozu hospodaření se surovinami a zvýšení kvality poskytovaných služeb a v neposlední řadě plnění úkolů investiční výstavby.
Ve vzdělávacím sektoru se hovořilo o dodržování a plnění schválených harmonogramů kurzů a akcí, o modernizaci vyučovacích metod a forem. Nově se objevily týdenní intenzivní kurzy pro čerstvé pracovníky krajských a okresních výborů SSM, dále došlo k rozšiřování kurzů pro funkcionáře z bratrských organizací mládeže ze zahraničí. Na úseku „Jednotného systému přípravy a vzdělávání funkcionářů SSM a PO SSM” šlo především o metodickou pomoc krajům a okresům při přípravě funkcionářského aktivu SSM, o rozšíření metodické práce na školách pro přípravu pionýrských pracovníků, při přípravě studentské vědecké a umělecké odborné činnosti. Na mezinárodní úrovni mělo dojít k prohloubení spolupráce se zařízeními partnerských dětských a mládežnických organizací, zejména SSR a NDR.
Dne 5. května 1988 uvedl předseda ÚV SSM Vasil Mohorita do funkce nového ředitele ÚPŠ Ing. Milana Bukače. K příležitosti 40. výročí založení PO a 35. výročí založení Československého pionýrského tábora proběhlo v Seči ve dnech 21.-22. října 1988 4. zasedání ÚV SSM, na kterém byl ředitel Ing. M. Bukač zvolen členem ÚV SSM a zároveň členem Mohoritova sekretariátu ÚV SSM. Vzniklo také logo ÚPŠ: ve spodním patře otevřená kniha, nad ní ve dvou patrech nápis ÚPŠ SSM a ve třetím pěticípá hvězda.
V průběhu školního roku 1987/88 navštívilo ÚPŠ 21 delegací ze zahraničí. Poslední 39. ročník Mezinárodního táboru míru se konal ve školním roce 1988/89 pod heslem „S dětmi celého světa za mír!” V jedenácti objektech rozmístěných po celé republice se MTM zúčastnilo 650 dětí ze zahraničí (ze 70 organizací, 54 států a 4 světadílů) a 620 dětí z ČSSR. K těm největším patřily oba osmnáctidenní táborové běhy v areálu ÚPŠ SSM: 1. běhu se účastnily děti z Polska, Mosambiku, Afghánistánu, Portugalska, SSSR, NDR, Alžírska, Řecka, Belgie, Dánska, Vietnamu a Bulharska; 2. běhu z Nikaraguy, Ghany, Konga, Etiopie, Saharské republiky, Libanonu, Jemenu, Lucemburska.

### Investiční výstavba
Řešení tzv. nových úkolů představovalo především výstavbu vysokoškolského střediska; základem kampusu se měly stát 4 nové stavby: pětipodlažní školský pavilon, pavilon studentského internátu (kolej), stravovací pavilon a sportovní areál. K tomu se počítalo s rozšířením ubytovacích kapacit o novou ubytovnu, s doprovodným sídlištěm pro zaměstnance, budovami pro technické zázemí (trafostanice, požární stanice, garáže, kotelna, směšovací stanice pro dálkově vytápěné objekty), s parkovými úpravami areálu a s rekonstrukcí dosud užívaných budov bývalého ČSPT, tak aby vyhovovaly současným hygienickým podmínkám.
Hlavním dodavatelem staveb v sečském areálu ÚPŠ se stal již v 70. let stavební podnik ÚV SSM „Stavocentral Praha”. U zrodu tzv. nulté stavby stál ing. Jiří Bičan. Stavba celého areálu neměla nikdy státně prioritní charakter, ale těšila se velkému zájmu stranických orgánů KSČ a SSM; investiční činnost ležela na bedrech ÚV SSM a ÚV NF. Hlavním investičním úkolem v plnění sedmé pětiletky (1981–1985) ÚPŠ bylo dokončení tzv. 2. stavby areálu ÚPŠ SSM, do které spadaly: především od roku 1983 stavěný a slavnostně otevřený 10. dubna 1985 objekt stravovacího pavilonu s dvěma samoobslužnými jídelnami, přičemž každá měla kapacitu 120 míst, dále ubytovny se 72 bytovými jednotkami, 3 domky typu Okál s 9 bytovými jednotkami, kotelna II, topné kanály, lesoparkové úpravy, směšovací stanice a komunikace po areálu ÚPŠ. Ještě v této pětiletce byla zahájena stavba studentského internátu a rekonstrukce hlavní budovy (Seč, ul. Čs. pionýrů 197, křídlo A).
Stavební prioritou osmé pětiletky (1986–1990) se stala výstavba studentského internátu, budovaného jako 3. stavba areálu ÚPŠ SSM Seč v letech 1985–1988 (stavba 875). Projektovou dokumentaci zpracoval podnik „Elektroprojekta Praha”, stavbu realizoval stavební podnik ÚV SSM „Stavocentral Praha”. Celkové investiční náklady dosáhly 33. mil. Kčs. Dne 7. září 1988 proběhlo jeho slavnostní otevření. V pavilonech internátu se nacházelo také společenské centrum s klubovnami a společenským sálem, dále zdravotní středisko s uzavřenou lůžkovou částí (17 lůžek). Do zdravotního střediska měl lékař a zubař OÚNZ dojíždět; na lůžkové části se předpokládala trvalá zdravotní služba.
Dne 15. září 1986 byl položen základní stavební kámen 4. stavby školského pavilonu – pětipodlažní budovy se dvěma velkými posluchárnami, celou řadou učeben a příslušným vybavením (pavilon R, stavba 876), která tvořila jádro celého kampusu. Celková částka investic při dokončení v červnu 1989 se měla pohybovat ve výši 38 428 000 Kčs (termín dokončení v roce 1988 posunut na rok 1990). Na jaře 1988 zahájil podnik Stavocentral 5. stavbu sportovního areálu. Plánované investiční náklady se pohybovaly ve výši 37 645 000 Kčs a zahrnovaly objekt krytého plaveckého bazénu (délka 25 m), objekt sportovní haly a venkovní sportoviště s otevřeným bazénem a speciálním hřištěm pro míčové hry (plánované dokončení v roce 1990). Generálním projektantem 4. a 5. stavby byla Správa účelových zařízení ÚV SSM, konkrétně projekční útvar Brno.
Vedle staveb občanské obslužnosti (studentský internát, školský pavilon, sportovní areál) se na podkladě ÚPŠ dokumentu „Kapacita a využití objektu ÚPŠ SSM v letech 1985–1990” plánovala v období osmé pětiletky také výstavba 480 tisíc bytů, přičemž posledních 60 nových bytů bylo součástí 6. stavby areálu. Investorem v tomto případě byl „Krajský investorský ústav Hradec Králové”, generálním projektantem „Stavoprojekt Hradec Králové”, dodavatelem „Pozemní stavby Pardubice”. Celková plánovaná výše bytových investic v letech 1988-90 se pohybovala ve výši 12 500 000 Kčs. Zástupcem ředitele ÚPŠ SSM pro oblast investiční výstavby byl s. Ladislav Štědronský.

## Ředitelé
- 1968–1971 ředitel Československého pionýrského tábora Rudolf Padrta, člen Ústřední rady Československého pionýra v letech 1968-69.[37]
- 1970–1974 ředitel Československého pionýrského tábora a Institutu PO SSM Rudolf Unruh[38]
- 1978–1983  PhDr. Jaromír Horník CSc., ředitel Institutu PO SSM, později i ředitel SPgŠ v Seči, krátce do jmenování nového ředitele též ředitel ÚPŠ SSM, nyní člen ČSSD, Okresní výkonný výbor Plzeňského kraje ČSSD, člen Okresní kontrolní komise.[39][40] Od roku 1992 živnostník – výroba nožířských výrobků, nástrojů a železářských výrobků (Vejprnice)[41]
- 1983–1988 soudruh RSDr. Jiří Matějka CSc., od roku 1985 člen sekretariátu ÚV SSM (od roku 1986 uváděn jako Doc. RSDr. Jiří Matějka CSc., po roce 1990 jako Doc. Dr. Jiří Matějka CSc.)[42] V roce 1996 kandidoval za KSČ (Strana československých komunistů) ve volbách do Senátu (obvod č. 24 – Praha 9 Horní Počernice).[43] V roce 1992 byl společníkem firmy Pictusstav, s. r. o. (exekuční příkaz, převedení podílu); v roce 1993 jednatel, od roku 2018 společník firmy Orbis pictus print, s.r.o.; v letech 1992–1994 člen představenstva ve firmě ORBIS PICTUS GROUP a.s. (zánik); v letech 1995–2010 jednatel, 2018–2019 společník s vkladem ve firmě Nakladatelský dům OP s.r.o. (v likvidaci); v letech 1992–2010 jednatel, 1992–2013 společník s vkladem ve firmě KRONIKA s. r. o. (v likvidaci); v letech 1993–1996 člen představenstva ve firmě GRASPO PRINT a.s. (zánik); v letech 1996–2010 jednatel firmy Diderot s.r.o.; v letech 1994–1996 jednatel a společník s vkladem ve firmě Českomoravská Zasilatelská s.r.o. (zánik); v letech 2006–2013 jednatel a v letech 2010–2013 společník s vkladem ve firmě Nakladatelství Slávy dcera s.r.o. (zánik); v letech 2003–2009 člen představenstva ve firmě Bytové družstvo Roztyly (v likvidaci); od roku 2015 společník s vkladem ve firmě Villa aceris s. r. o.[44][45]
- 1988–1992 soudruh Ing. Milan Bukač, nar. 3. května 1950 v Horní Ředice, manželka zdravotní sestra, 3 děti, později též ředitel Rekreačního a vzdělávacího zařízení dětí a mládeže. Po absolvování vysoké školy zastával řadu funkcí v závodě „Vigona Svitavy”, kde začal působit v aparátu SSM přes řadu řídících funkcí až po předsedu Vč. KV SSM v Hradci Králové a později pracoval v aparátu KV KSČ v Hradci Králové. K 1. dubnu 1988 byl jmenován ředitelem ÚPŠ SSM.[46] V letech 1999–2010 působil jako předseda dozorčí rady a 1999–2015 ve správní radě ve firmě Nadační fond Miroslava Jurečka; v letech 2003–2008 předseda dozorčí rady ve společnosti Institut rozvoje evropských regionů, o. p. s.; v letech 2003–2008 člen dozorčí rady ve společnosti CWE, a.s.; v letech 2011–2014 člen dozorčí rady ve společnosti Centrum pro restaurování a památkovou péči, o.p.s.;[47][48] v letech 1997–2013 kvestor Univerzity Pardubice;[49] dále aktivní člen a od roku 2015 předseda Okresního mysliveckého spolku Pardubice – Českomoravské myslivecké jednoty.[50]

## Transformace a zestátnění
S pádem komunistického režimu na konci roku 1989 tak padla i celá koncepce přípravy kádrů a kádrování SSM (potažmo KSČ). Mimořádný sjezd SSM konaný ve dnech 27. a 28. 1. 1990 rozhodl o zániku SSM s tím, že právním pokračovatelem bude Svaz mladých, který mohl s majetkem bývalého SSM volně nakládat až do 17. 5. 1990. Zestátnění a převzetí majetku SSM proběhlo podle zákona č. 497/1990 Sb., o navrácení majetku SSM lidu ČSFR, který nabyl účinnosti dnem 1. 1. 1991. Hospodářská zařízení Svazu mladých měla přejít bez náhrady do vlastnictví státu. Mezi jinými to byl i majetek bývalé ÚPŠ SSM, přejmenované na hospodářské zařízení „Rekreačně vzdělávací zařízení československých dětí a mládeže, Seč” (RVZ Seč)

### Rekreačně vzdělávací zařízení (1990–1992)
RVZ Seč přešlo z vlastnictví SM na stát a jeho zřizovatelem a nadřízeným orgánem se stalo ministerstvo pro hospodářskou politiku a rozvoj ČR, Vršovická 65, Praha 10. Hospodářské zařízení navenek zastupoval ředitel Ing. Milan Bukač (bytem Hradec Králové, Tylovo nábřeží 367). Dne 14. září 1991 přicestovala osmi autobusy (po 15hodinové cestě) do rekreačního střediska skupina 286 dětí a 25 dospělých z české menšiny, žijící v chorvatském Daruvaru, kde došlo k válečnému konfliktu. Česká vláda uvolnila ze svého rozpočtu na úhrady spojené s jejich stravou a ubytováním 5. mil. Kčs. Dne 20. září 1991 se v RVZ konal sjezd Mladých sociálních demokratů. RVZ Seč (se sídlem na ul. Čs. pionýrů 197) bylo bez likvidace k 1. lednu 1993 zrušeno s tím, že veškerý majetek, práva a závazky přechází na státní akciovou společnost JUNIOR centrum a. s. se sídlem v Seči.
Původní Československý pionýrský tábor, prezentovaný jako dar československým dětem v roce 1953, se v období normalizace rozrostl v mamutí areál Ústřední politické školy Svazu socialistického mládeže pro plnění kádrové politiky KSČ, k jehož hospodaření Karel Knopp uvádí:
A tak na břehu sečského jezera vznikla oáza klidu a pohody. Největší starostí vedení bylo, jak utratit 30 mil. korun roční dotace. Hýřilo se v investiční výstavbě a vybavení interiérů, budovala se např. vlastní zubní ambulance (v zubařském křesle neusedl za 18 měsíců ani jediný pacient), pořizovaly se předměty potencionálního využití - včetně deseti klavírů, čtyř tisíc gramofonových desek, stovek lyží, bot, stanů, spacích pytlů, které jinde dětem a mládeži chybějí. Formálně zde probíhaly revize a prověrky hospodaření, ale vždy ze strany ÚV SSM pokud možno velmi opatrně. Opět tedy několik příkladů: Mezinárodní tábory míru byly dotovány ročně až 12. mil. korun. Pohled do seznamu účastníků (dětí i pracovníků) vyjíždějících každoročně do světa hodně napoví - jsou zde jména osob známých i nejznámějších (především funkcionářů SSM, KSČ a NF, včetně ředitele Ústřední politické školy); jsou zde patrny i odměny pracovníkům ÚPŠ formou výletů do Francie nebo Finska bez podmínek práce s dětmi nebo jazykových znalostí. Seč byla vždy také atraktivním místem pro rekreaci: za lůžko se tu platilo 12 Kč; pláž, loďky, surfy a ostatní zařízen se půjčovaly zdarma – levná strava, prostě ideální pro „sociálně slabé” funkcionáře ÚV SSM, ÚV NF, KV KSČ, KNV atd."
 Knopp Karel, Mladá fronta 18.4.1990.

### Junior centrum (1993–2017)
Státní akciová společnost Junior centrum vznikla 31. 12. 1992. Zákonem č. 113/1993 Sb. byla zřízena právnická osoba Fond dětí a mládeže (FDM), které byl svěřen majetek bývalého SSM, který jej ve smyslu ustanovení § 2 a § 3 zákona č. 113/1993 Sb., o Fondu dětí a mládeže, spravoval. V roce 1997 akciová společnost Junior centrum na jižním svahu přehradního jezera nabízela:
V areálu je možnost sezónního ubytování (sruby a chatky v těsné blízkosti přehradního jezera) nebo ve zděných objektem s celoročním provozem. Strava je zabezpečována v plné penzi nebo dle přání a požadavků návštěvníků. Kromě ubytovacích a stravovacích služeb je možno využít sportovní centrum, loděnici, knihovnu, jednací sály (největší má kapacitu 300 osob) a dále výpůjční sklady sportovních a audiovizuálních pomůcek a potřeb.

Jsou zde vytvořeny podmínky pro realizaci sjezdů, konferencí, kongresů, seminářů, kursů, školení, rekreačních a výukových pobytů, dětských táborů, zájezdů, rodinných rekreací, pobytů zahraničních delegací, akcí cestovních kanceláří atd. Pro náročnější činnosti jsou k dispozici odborní pracovníci a instruktoři v oblasti sportu, turistiky, vodních sportů, zimních sportů, techniky, audiovizuální techniky, kultury, včetně dalších rekreačních činností. Občerstvení je zabezpečeno v prodejně, dále v klubu a kavárně s večerní otevírací dobou. JUNIOR centrum má 4 vlastní autobusy, kterými zabezpečuje dopravu účastníků rekreace a dalších akcí podle požadavků.
JUNIOR centrum a.s., 24.8.1997
Ve dnech 9. – 11. 5. 2002 se v areálu konala 29. etologická konference České a Slovenské etologické společnosti. V roce 2000 vyhlásilo Ministerstvo vnitra ČR veřejnou soutěž o zřízení a provozování pobytového zařízení pro účastníky řízení o udělení azylu v areálu Junior centra, do které si obec Seč podala přihlášku. Dne 18. května 2000 zahájilo město Seč v ubytovně bývalého Mezinárodního tábora míru ÚPŠ SSM provoz prvního pobytového azylového střediska v České republice. Našli zde nový domov utečenci z Kosova, Afghánistánu, Alžíru. V roce 2002 v uprchlickém centru pobývalo několik desítek slovenských Romů, převážně z východního Slovenska, kteří se rozhodli přesídlit do sousední země.
Afghánský herec s ročním synkem, který se narodil v ČR, patřili mezi obyvatele prvního azylové zařízení v České republice provozované obcí, které zahájilo 18. května činnost v Seči na Chrudimsku. Pobytové středisko, které vzniklo v jednom pavilonu Junior centra, v němž bývaly mezinárodní pionýrské tábory, přijalo zatím 72 obyvatel, čekatelů na vyřízení žádosti o azyl v ČR.
ČTK 18.05.2000 
V roce 2006 stát azylové středisko pro klesající počet uprchlíků uzavřel a teprve v roce 2015 se jednalo o jeho novém otevření. Situace se poněkud změnila, jelikož zlomek rozlehlého komplexu si v roce 2009 pronajalo soukromé Sanatorium Topas. Na základě zákona č. 153/2009 Sb. hospodařil s majetkem po „Fondu dětí a mládeže v likvidaci” od 1. 7. 2009 Úřad pro zastupování státu ve věcech majetkových, kromě majetkových účastí v obchodních společnostech Stavocentral a.s., AGM a.s., JUNIOR centrum a.s., JUNIA s.r.o., ty zůstaly v příslušnosti ministerstva financí. Ke dni 1. 1. 2006 přešel v souladu s ustanovením § 2 zák. č. 178/2005 Sb., o zrušení Fondu národního majetku České republiky a o působnosti Ministerstva financí, majetek Fondu národního majetku České republiky, tedy i jím vlastněné akcie ČEZ, a.s., na stát. Hospodaření se státním akciovým podílem vykonávalo od tohoto data Ministerstvo financí České republiky. JUNIOR centrum, a.s. v likvidaci tak figurovala na seznamu společností ČEZ. V červnu 18. – 20. 2010 se v areálu uskutečnilo „Letní setkání 2010“ Mladých sociálních demokratů, uspořádané v duchu oslav 20. výročí založení MSD:
V tomto duchu probíhal i páteční večer setkáváním bývalých i současných členů a popíjením jedů dle chuti, které u mnohých končilo až v brzkých ranních hodinách. Přesto se velká část účastníků nechala zlákat k dopoledním sportovním kláním ve fotbale a volejbale. Před obědem proběhla ještě osvěžující zpověď bývalých předsedů MSD, která vyústila v pestrou debatu o naší organizaci, programových otázkách, právě proběhlých volbách i dalších tématem. Po následujícím obědě část členů vyrazila na nedalekou zříceninu Oheb či prozkoumávat jinou část okolí, někteří raději investovali čas do načerpání sil na další večer. Odpoledne poctili naší sešlost svou účastí někteří vysocí představitelé ČSSD Bohuslav Sobotka, Zdeněk Škromach a Hana Orgoníková, kteří plynule navázali na ranní diskuzi a inspirovali nás k mnoha otázkám. Večer již opět patřil nevázané zábavě v okolních restauračních zařízeních či přímo v areálu, kde mnozí členové nalezli zalíbení v místním DISCO klubu. Ráno se pak všichni dříve či později odebírali ke svým domovům. Účast na Seči v roce 2010 byla početná, na letním setkání se více či méně dlouho zdrželo více než 100 našich bývalých či současných členů.
XII. sjezd Mladých sociálních demokratů 2010 v Českých Budějovicích
V září 2014 vyhlásila státní akciová společnost Junior centrum v likvidaci (likvidátor Ing. Vladislav Vilimovský) veřejnou soutěž o nejvhodnější nabídku. Nabízená minimální cena za soubor nemovitých věcí činila 46 053 500 Kč, nabízená minimální cena za soubor movitých věcí 946 500 Kč a nabízená minimální cena za majetek určený k prodeji činila 47 000 000 Kč. O neudržovaný a předimenzovaný areál za bezmála pět desítek milionů Kč nikdo zájem neprojevil a další kola veřejné soutěže se konala v září a listopadu 2015.

## Epilog
Junior centrum a.s. v likvidaci zanikla k 29. prosinci 2017. Sanatorium Topas s.r.o. a cateringová firma Almed sevis s.r.o., měly areál od roku 2009 v nájmu. Sanatorium Topas se od roku 2016 stalo majitelem většiny budov a pozemků bývalé ÚPŠ SSM s hlavní budovou (A, B), studentským internátem, školským střediskem (R), stravovacím střediskem, srubovým městečkem a nedokončeným sportovním areálem. Na část majetku vzneslo nárok město Seč – jednalo se o objekt základní školy v areálu bývalé ÚPS SSM na pozemku p. č. st. 277/2, 277/5. Část nemovitostí zůstala v majetku státu (Úřad pro zastupování státu ve věcech majetkových), jedná se o objekt na st. p. 277/4 a další pozemky. Objekt na st. p. 277/4 si od státu pronajalo Sanatorium Topas na období 2016–2023. Jeden z větších objektů dílen vedle srubového městečka vlastní Spilka Jaroslav.
Hasičský záchranný sbor Pardubického kraje odkoupil další objekt ÚPŠ, která vlastnila též zařízení profesionální požární stanice Svazu požární ochrany ČSSR (u Kaple sv. Jiří a parkoviště), k tomu obdržel v roce 2018 od ÚZSVM bezúplatně okolní pozemky o rozloze 565 m². Sídliště 9. května, sestávající z 10 okálových rodinných domků, je v majetku soukromých majitelů. Dne 10.01.2017 uzavřel ÚZSVM se společností Junior centrum a.s. v likvidaci „Smlouvu o zániku a zrušení věcného břemene” na stavební parcelu číslo 750/2 (nyní v majetku LV: 1219 Sanatorium Topas), pozemkovou parcelu číslo 492/37 (nyní v majetku LV: 10001 město Seč) a pozemkovou parcelu číslo 492/46 (nyní v majetku LV: 60000 ÚZSVM).
V únoru roku 2018 zajistila cizinecká Policie ČR v pečovatelských zařízeních Sanatoria Topas na Seči a v Holicích 21 žen a 1 muže, kteří neměli platné povolení k zaměstnání a pro vstup do České republiky využili polská národní víza. Cizinky prováděly v zařízeních přímou osobní péči o nemocné.
Důsledky ponese zřejmě i Sanatorium Topas. Policisté nyní shromažďují podklady pro stanovení právní odpovědnosti firmy za umožnění nelegálního zaměstnávání cizinců, potvrzuje policie. Vedení firmy jsme se pokusili kontaktovat, nikdo odpovědný však údajně nebyl k zastižení.
Cizinecká policie deportuje 22 pečovatelů z Holic a Seče, 21.2.2018, pardubicky.denik.cz,

## Fotogalerie

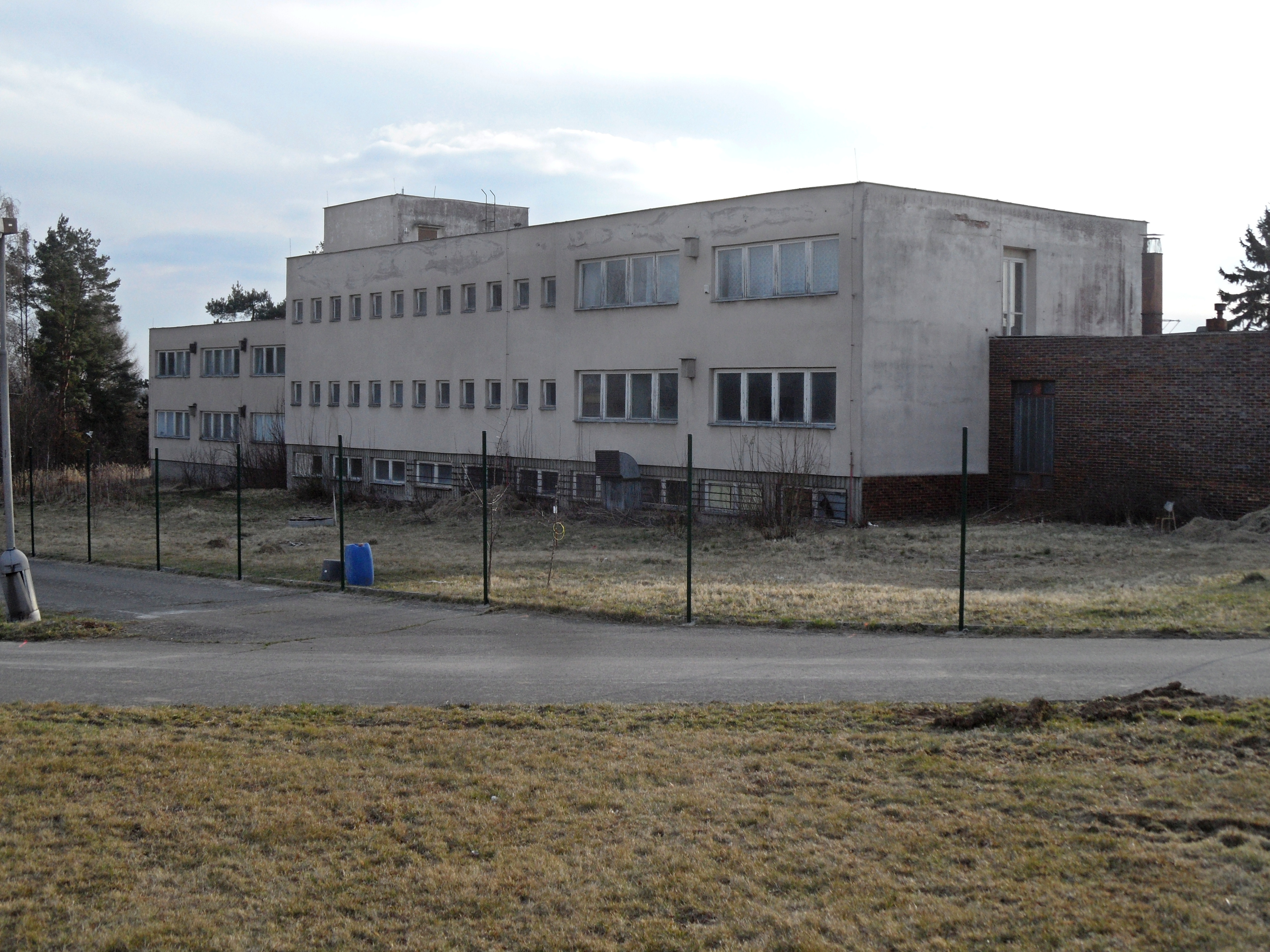
Budova čp. 396, pohled od východu
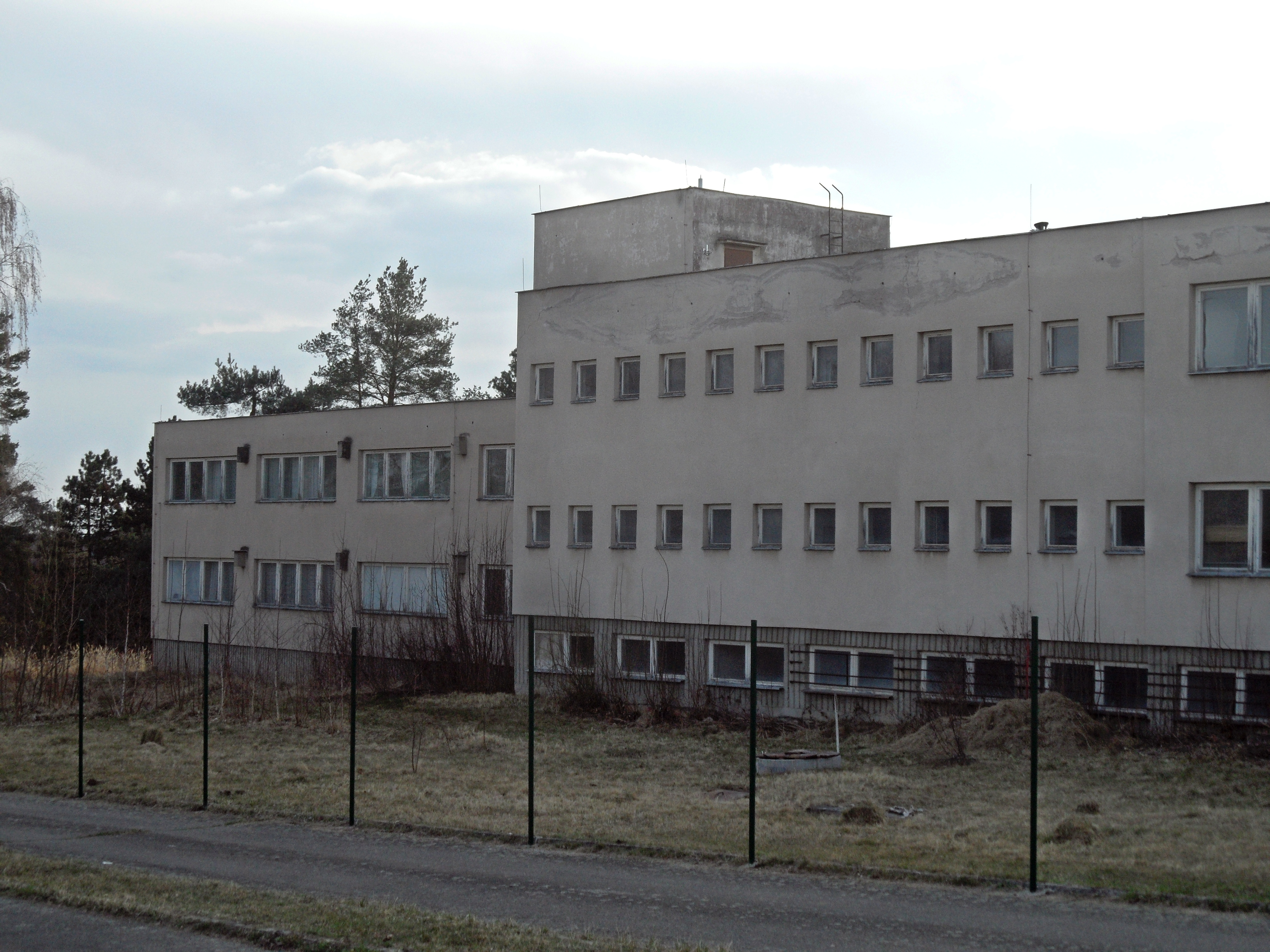
Čp. 396, polodetail (březen 2025)
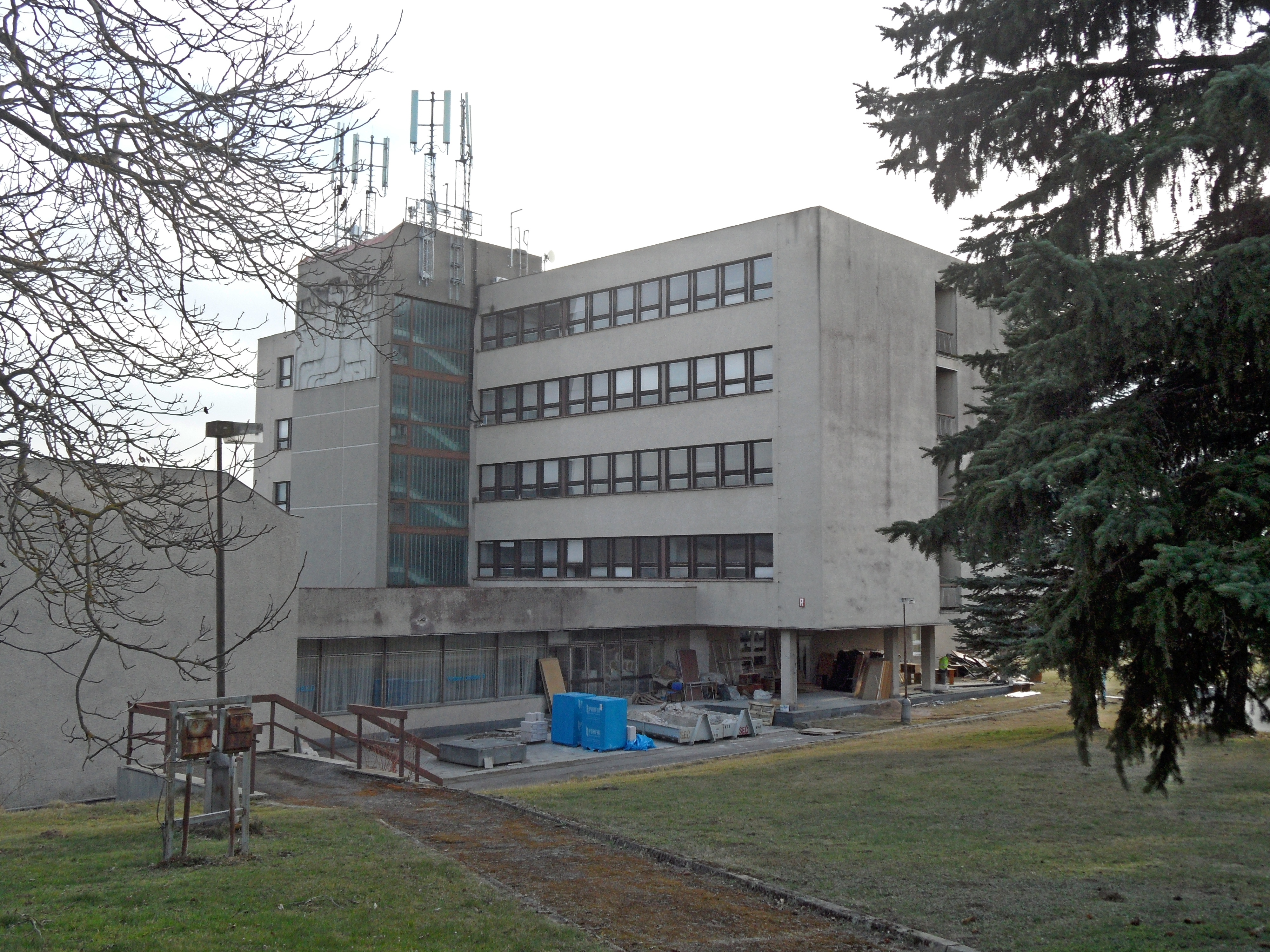
Budova bez čp. na mapy.cz